# Pianosonate nr. 14 (Mozart)
Pianosonate nr. 14 in c mineur, KV 457, is een pianosonate van Wolfgang Amadeus Mozart. Hij schreef het stuk, dat circa 18 minuten duurt, in 1784. De sonate is de laatste van de slechts twee sonates die Mozart in mineur schreef.

## Onderdelen
De sonate bestaat uit drie delen:
- I Molto allegro
- II Adagio
- III Allegro assai

### Molto allegro
Dit is het eerste deel van de sonate. Het stuk heeft een sonatevorm en begint in c mineur, waarna het tweede thema in Es majeur gespeeld wordt. De doorwerking moduleert naar f mineur en g mineur, waarna het stuk terug naar c mineur keert. Hierna volgt de reprise met een coda om het stuk af te sluiten.

### Adagio
Dit is het tweede deel van de sonate. Dit rondo staat in Es majeur en heeft een ABACA vorm.

### Allegro assai
Dit is het derde en laatste deel van de sonate. Het stuk heeft een sonate-rondo vorm en heeft als eerste een thema in C mineur. Het tweede thema staat, net als bij het eerste deel, in Es majeur.